# Церковь Трёх Святителей (Тюмень)
Церковь Трёх Святителей — православный храм в Центральном районе Тюмени, на Заречном кладбище.

## История
Своим возникновением церковь Трёх Святителей обязана купцам Ивану и Фёдору Дьяконовым. Она была построена в 1862 году на Парфёновском кладбище. При церкви существовали церковно-приходская школа, дом причта и баня. Церковь располагала также пахотной землёй.
В 1932 году церковь была закрыта советскими властями, её иконостас был уничтожен. Здание и двор использовались вначале как клуб, затем как перевалочный пункт для этапирования ссылаемых крестьян. В 1941—1945 годах здесь располагался склад боеприпасов, а по окончании войны — хлебопекарня, которая поставляла хлеб в посёлки Мыс, Яр и Парфёново. В 1950-х годах в здании церкви хранились киноленты, впоследствии оно использовалось горкомхозом, похоронным бюро и небольшой конторой. С 1968 года здание церкви было заброшено.

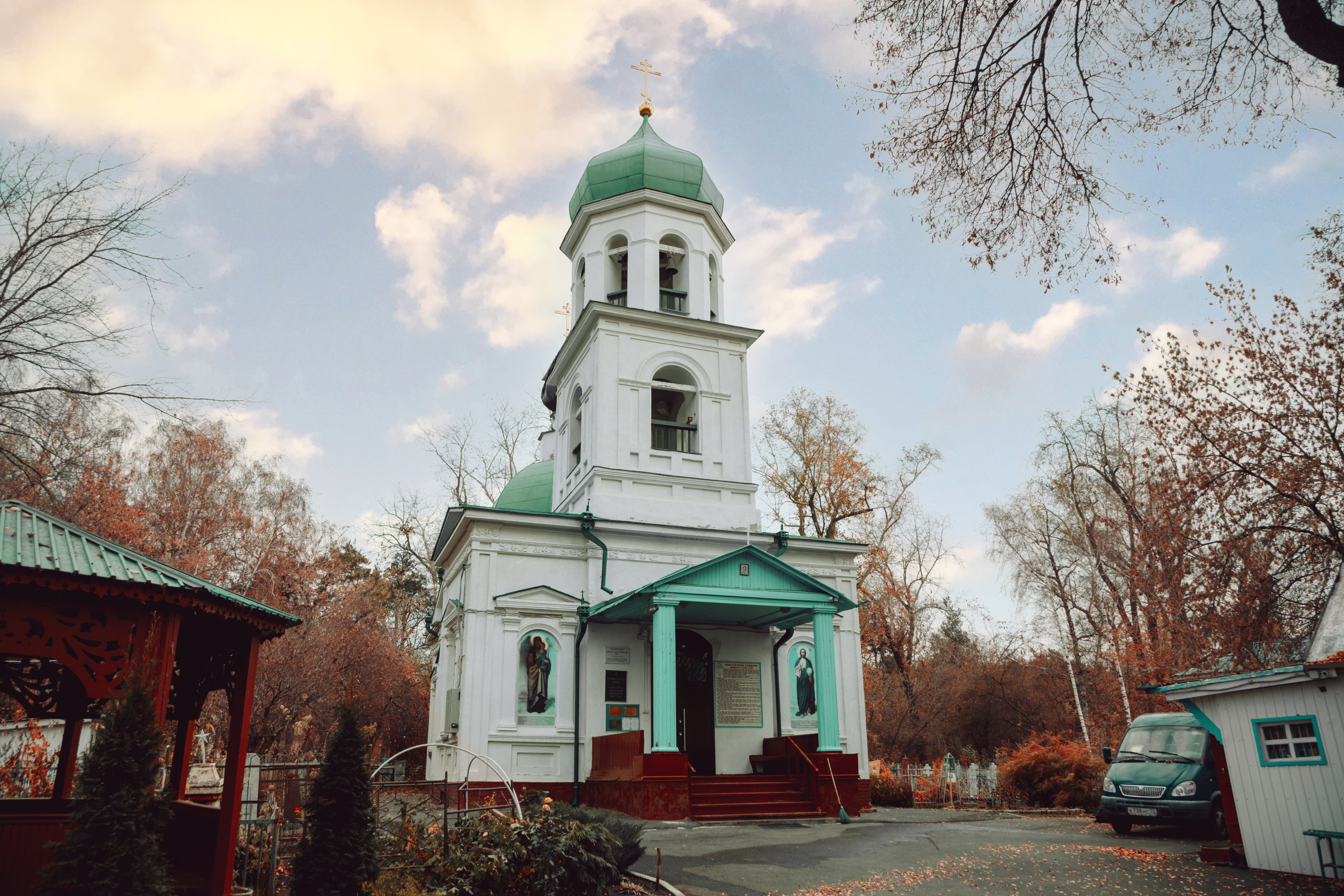
Вид с запада

В 1988 году здание храма было передано церковной общине в аварийном состоянии: купол церкви был уничтожен пожаром, стены и фундамент полуразрушены. Церковь была приписана Всехсвятской церкви, но официально она была сдана по акту от 23 августа 1991 года.
Восстанавливали церковь сами прихожане. Были восстановлены крыша, стены и колокольня, установлены кресты, сделаны пол и паперть и восстановлен иконостас. Первые богослужения начались в 1989 году, а 12 июля 1990 года церковь была освящена, назначен настоятель — иерей Сергей Кистин.
В 1992 году в церкви открыта библиотека, в 1993 году — воскресная школа для взрослых и детей. С 5 сентября 2008 года настоятелем храма является протоиерей Георгий Безнутров.